# Gajauskas
Gajauskas ist ein litauischer männlicher Familienname.

## Herkunft
Der Familienname ist abgeleitet vom litauischen Wort gajus, dieses vermutlich von Gaia.

## Weibliche Formen
- Gajauskaitė (ledig)
- Gajauskienė (verheiratet)

## Namensträger
- Balys Gajauskas (1926–2017), Dissident und Politiker, Mitglied des Seimas